# Convención para la Extensión del Territorio de Hong Kong
La Convención entre el Reino Unido y China en Relación a la Extensión del Territorio de Hong Kong (en chino tradicional, 中英展拓香港界址專條; pinyin, Zhōng-Yīng Zhǎntuò Xīanggǎng Jìezhǐ Zhuāntíao; Wade-Giles, Chung1-In1 Chan3-t'o4 Hsiang1-kang3 Chieh4-chih3 Chuan1-t'iao2; literalmente, ‘Convención Británica para la Extensión del Territorio de Hong Kong’), conocida simplemente como Convención para la Extensión del Territorio de Hong Kong o Segunda Convención de Pekín, fue un contrato de arrendamiento y tratado desigual firmado entre la dinastía Qing y el Reino Unido en 1898.

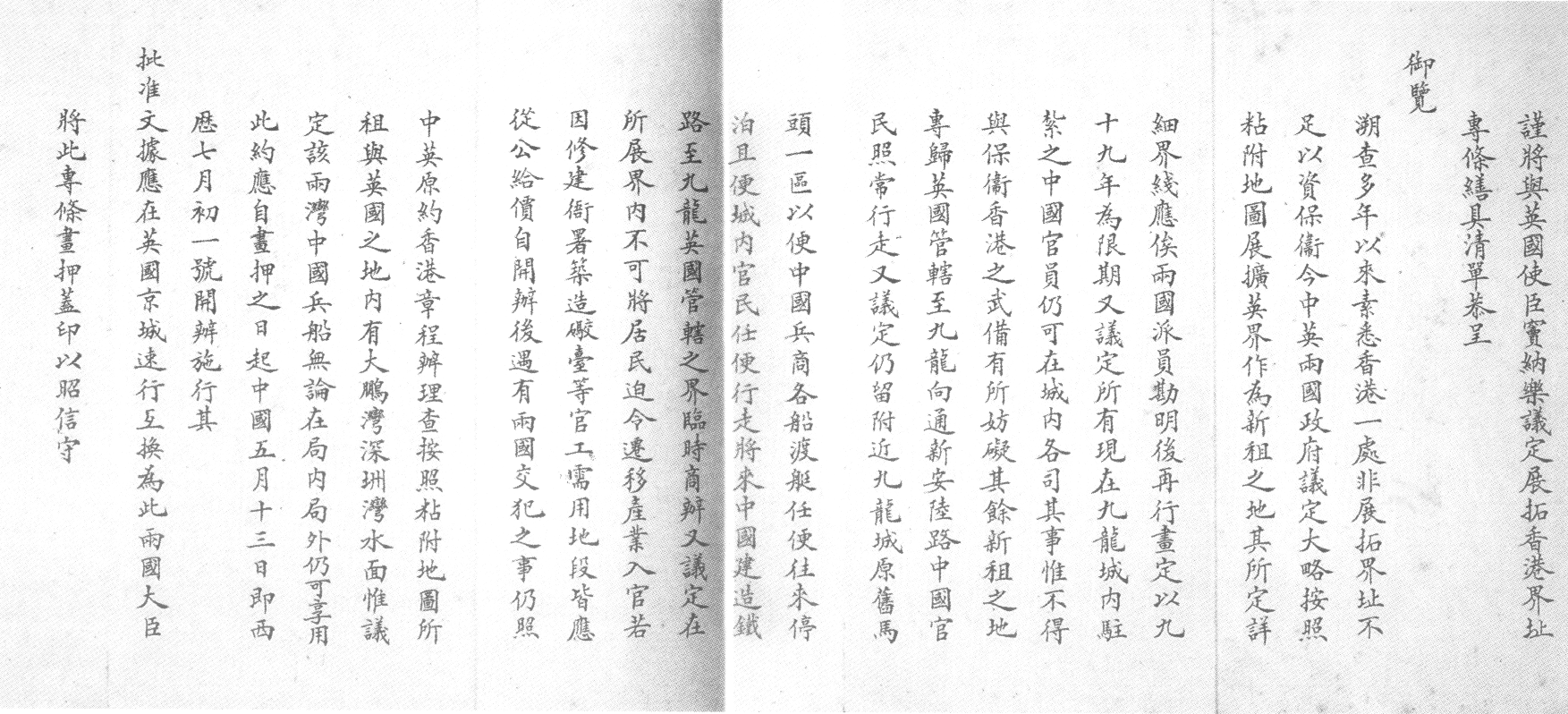
Convención para la Extensión del Territorio de Hong Kong

## Trasfondo
Ante la derrota de China en la primera guerra sino-japonesa, el Reino Unido se aprovechó de la lucha entre otras potencias europeas para repartirse el país y forzar a que el debilitado Gobierno chino firmase el tratado.
La convención fue firmada el 9 de junio de 1898 en Pekín. El contrato fue firmado para otorgar al Reino Unido plena jurisdicción sobre la tierra recientemente adquirida que era necesaria para asegurar una defensa militar apropiada de la colonia alrededor de la isla. Algunas de las primeras propuestas para el uso de la isla en 1894 incluyeron espacio para un cementerio, un lugar para entrenamiento de las tropas británicas y tierra para desarrollo. Desde la perspectiva británica, la preocupación por la seguridad y la defensa territorial impulsó el acuerdo.

## Condiciones

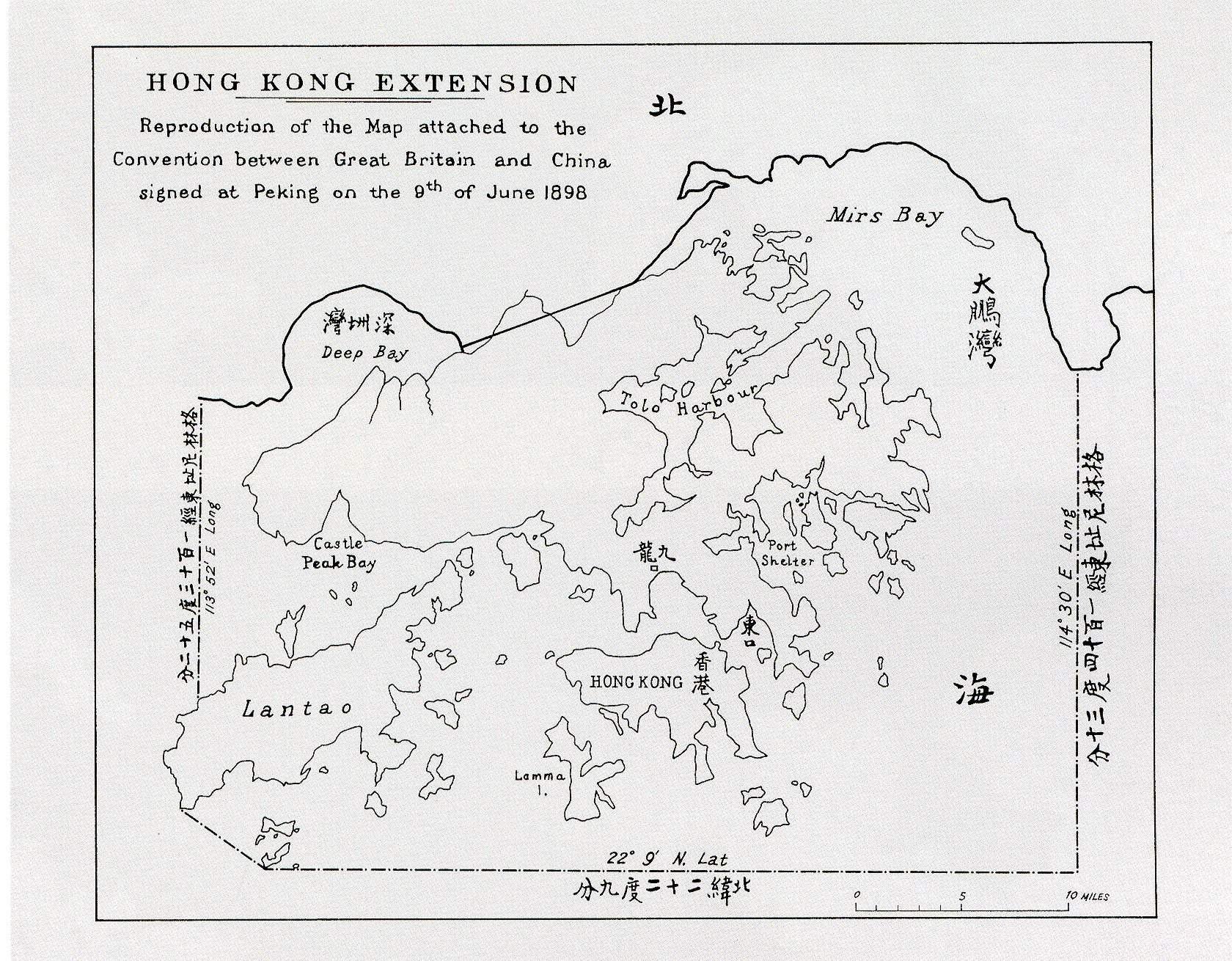
Reproducción del mapa incluido en la convención

Según esta convención, los territorios al norte de lo que ahora es Boundary Street y al sur del río Sham Chun, las islas de alrededor y los Nuevos Territorios fueron arrendados al Reino Unido por 99 años sin pago de alquiler, expirando el 30 de junio de 1997, y se convirtió en la colonia real de Hong Kong. Los territorios que fueron arrendados al Reino Unido fueron gobernados originalmente por el condado de Xin'an en la provincia de Cantón. Claude MacDonald, representante británico durante la convención, escogió un arrendamiento de 99 años porque pensó que sería «tan beneficioso como si fuese para siempre».

## Resultado
Algunas tierras sometidas a la convención permanecieron rurales y albergan virtualmente todas las granjas restantes de Hong Kong. Sin embargo, a medida que los distritos citadinos se han vuelto cada vez más poblados, el Gobierno desarrolló áreas urbanas desde la década de 1950. Las áreas más cercanas a Kowloon se han integrado a los distritos de Kowloon y ya no están incluidas administrativamente a los Nuevos Territorios. Debido al constante aumento de población y a la aglomeración en las ciudades interiores, las ciudades satélite crecieron a tal grado que ahora allí vive la mayor parte de la población.
Esto hizo que devolver solo la tierra arrendada fuese inviable pues dividiría Hong Kong en dos. China también comenzó a presionar al Reino Unido para devuelva todo el territorio de Hong Kong, argumentando que no aceptarían un «tratado desigual» que les fue impuesto por potencias coloniales.
Los Gobiernos del Reino Unido y de China concluyeron la Declaración Conjunta Sino-Británica en 1984, bajo la cual la soberanía de los territorios arrendados, incluyendo la isla de Hong Kong y la península de Kowloon cedidos en el Tratado de Nankín y en la Convención de Pekín, sería transferida al Gobierno chino el 1 de julio de 1997.